# Tha Crossroads
"Tha Crossroads" é uma canção vencedora de Grammy Award pelo grupo de hip hop americano Bone Thugs-n-Harmony do álbum E. 1999 Eternal. É dedicada ao ícone do rap Eazy-E e foi lançada em 1996. É uma das canções mais populares do grupo até a data e o single mais vendido.

## História
Originalmente chamada "Crossroad", não foi até o grupo e o seu produtor, DJ U-Neek, decidirem refazerem a canção que o nome mudou. O nome "Crossroad" foi originalmente dedicado aos amigos falecidos dos membros do grupo, mas depois da morte de Eazy-E eles decidiram refazer como "Tha Crossroads". A canção original aparece agora na versão editada do álbum, apesar do lançamento europeu ter a original como a faixa 8, e o remix como a faixa 18. A canção é interpretada por quatro dos membros do grupo, (Krayzie Bone, Layzie Bone, Bizzy Bone e Wish Bone). O remix contém o verso "And I'm askin' the good Lord 'Why?' and sigh It's I, he told me we lived to die" da versão original. As rimas rápidas do grupo são cantadas mais suavemente do que o normal, sem palavrões e criando um efeito triste e emocional. Com instrumentais leves construídos em torno de um sample de "Make Me Say It Again Girl (Part. 1 and 2)", do Isley Brothers, a canção tem um tom triste e ao mesmo tempo rápido. Depois dos vários elogios que o grupo recebeu da canção eles decidiram adicioná-la ao seu álbum já lançado, E. 1999 Eternal.
A canção foi um enorme hit mundialmente e alcançou o topo do gráfico da Billboard Hot 100. Desde então o single foi certificado como platina duas vezes nos Estados Unidos.
Em 2008, Tha Crossroads foi eleita o número 33 na lista dos 100 Maiores Canções do Hip Hop da VH1.

## Remix
O remix oficial, "Tha Crossroads (Tha Flesh Flip Remix)", apresenta o quinto membro do grupo Flesh-n-Bone assim como velhas e novas estrofes dos outros membros do grupo.

## Video clipe
A canção foi acompanhada de um video clipe que foi filmado entre 27 e 28 de Fevereiro de 1996. O clipe começa com o grupo feminino Tre' (Kimberly Cromartie, Rebecca Forsha and Maniko Williams) cantando o spiritual tradicional "Mary Don't You Weep" em um funeral dentro de uma igreja, seguido pelos membros do grupo cantando a canção principal em diferentes cenários, como uma igreja e o topo de uma montanha. Adiconalmente, um homem de óculos escuros e uma casaco, semelhante a um Anjo da Morte, aparece através do vídeo. Bone estão entre os poucos que conseguem ver o homem, e o observam enquanto ele junta as almas de diferentes indivíduos que estão marcados para morrer, como um jovem rapaz que deixa sua mãe perturbada para trás, o amigo do grupo Willy, Uncle Charles, o tio de Wish Bone, Eazy-E, e um bebê recém nascido. A Morte então conduz as almas, com o bebê em seus braços, para o alto da montanha e se transforma em um anjo, levando as pessoas falecidas para o Paraíso.

## Desempenho nas tabelas e certificações
| Tabela (1996)                                   | Posição de pico |
| ----------------------------------------------- | --------------- |
| Australian Singles Chart                        | 15              |
| Austrian Singles Chart                          | 34              |
| Belgian (Flanders) Singles Chart                | 28              |
| Belgian (Valónia) Singles Chart                 | 20              |
| Dutch Singles Chart                             | 5               |
| French Singles Chart                            | 29              |
| Irish Singles Chart                             | 6               |
| New Zealand Singles Chart                       | 1               |
| Swedish Singles Chart                           | 7               |
| Swiss Singles Chart                             | 19              |
| UK Singles Chart                                | 8               |
| U.S. Billboard Hot 100                          | 1               |
| U.S. Billboard Hot R&B/Hip-Hop Singles & Tracks | 1               |
| U.S. Billboard Hot Rap Singles                  | 1               |

| Tabela de fim de ano (1996) | Posição |
| --------------------------- | ------- |
| U.S. Billboard Hot 100      | 7       |

| Tabela (1990–1999)     | Posição |
| ---------------------- | ------- |
| U.S. Billboard Hot 100 | 25      |

| Região         | Certificador | Certificações (limiares de vendas) |
| -------------- | ------------ | ---------------------------------- |
| Nova Zelândia  | RIANZ        | Platina                            |
| Estados Unidos | RIAA         | 2× Platina                         |